# مانتگامری (اوهایو)
مونتگومری(به انگلیسی: Montgomery) شهری در ایالت اوهایو کشور ایالات متحده آمریکا است که جمعیت آن در سرشماری سال ۲۰۱۰ میلادی، ۱۰٬۲۵۱ نفر بوده‌است.